# 友利金融集团
友利金融集团总部位于韩国首尔，财富世界500强之一， 也是韩国最大的金融控股公司。
友利集团成立于2001年，由因受亚洲金融危机影响，被韩国政府接管的韩光银行、和平银行、庆南银行、光州银行和Hanaro投资银行合并而形成。2002年6月24日，友利集团在韩国交易所上市，2003年9月29日在纽约证券交易所上市。 2005年，收购LG投资证券和LG投资信托公司。2008年，友利与英国联合收购LIG人寿保险。 2010年，友利集团以2.4亿美元收购了Hanmi Financial。